# Deutsches Meisterschaftsrudern 1936
Das 49. Deutsche Meisterschaftsrudern wurde 1936 in Berlin ausgetragen. Wie im Vorjahr wurden Medaillen in sieben Bootsklassen vergeben.

## Medaillengewinner
| Bootsklasse            | Gold | Silber | Bronze |
| ---------------------- | --- | --- | --- |
| Einer                  | Gustav Schäfer (Dresdner RV) | Georg von Opel (RV Rüsselsheim I) | Willi Füth (RV Rüsselsheim II) |
| Doppelzweier           | Rgm. Berliner RV Allemannia / Schweinfurter RC Franken Willi Kaidel Joachim Pirsch                                                                            | Rgm. Berliner RC / Frankfurter RG Germania Franz Westhoff Eduard Paul | Tangermünder RC von 1906 Hans Deutsch Paul Seedorff |
| Zweier ohne Steuermann | Mannheimer RC von 1875 Willi Eichhorn Hugo Strauß | RG Wiking Berlin Herbert Braun Hans Georg Möller | Berliner RV von 1876 Walter Wieczorek Helmut Langer |
| Zweier mit Steuermann  | Rgm. RV Friesen Berlin / RK am Wannsee Gerhard Gustmann Herbert Adamski Dieter Arend (Stm.)                                                                   | Berliner RK Hellas Hans Brockmeyer Friedrich Devantier Werner Klatte (Stm.) | Hellas Würzburg Heinz Nolden Karl Timpe Johann Pfadenhauer (Stm.) |
| Vierer ohne Steuermann | Rgm. Würzburger RV von 1875 Rudolf Eckstein Anton Rom Martin Karl Wilhelm Menne                                                                               | RG Wiking Berlin Gerd Völs Werner Loeckle Hans-Joachim Hannemann Herbert Schmidt                                                                                                 | Berliner RC Sport-Borussia Walter Hoffmann Kurt Bauer Werner Stephan Günter Hoeft                                                                                          |
| Vierer mit Steuermann  | Rgm. Mannheimer RV Amicitia von 1876 / Ludwigshafener RV von 1878 Hans Maier Walter Volle Ernst Gaber Paul Söllner Fritz Bauer (Stm.)                         | Ruderzelle Berlin-Grünau Helmut Benz Felix Bernecker Gerhard Gustmann Herbert Adamski Dieter Arend (Stm.)                                                                        | Rgm. RG Wiking Leipzig / RV Sturmvogel Leipzig Richard Wechsler Gerhard Sieler Heinz Borst Herbert Hahn Horst Trümpler (Stm.)                                              |
| Achter                 | RG Wiking Berlin Alfred Rieck Helmut Radach Hans Kuschke Heinz Kaufmann Gerd Völs Werner Loeckle Hans-Joachim Hannemann Herbert Schmidt Wilhelm Mahlow (Stm.) | Ruderzelle Berlin I 1 Wilhelm Schnappauf Herbert Illmann Franz Lübcke Rudolf Wermter Fritz Lindemann Georg Schmid Erich Rambaum Heinz Franzke Friedrich-Wilhelm Schüffler (Stm.) | Ruderzelle Berlin II 2 Werner Immand Erich Gentz Georg Leschinski Gerhard Briese Wilhelm Ewerth Walter Kaps Rudolf Ungewitter Karl-Heinz Langenau Carlheinz Neumann (Stm.) |